# Michelangelo Peroglio
Michelangelo Peroglio (Lanzo Torinese, 1925 – Monte Ciusin, 28 maggio 1944) è stato un partigiano italiano, medaglia d'oro al valor militare alla memoria.

## Biografia
A diciotto anni si era arruolato nell'Aeronautica e, dopo aver seguito un corso per elettromeccanici a Firenze, era passato in forza al Distretto militare di Torino. Dopo l'armistizio fu tra i primi a raggiungere i gruppi partigiani che si andavano organizzando nelle Valli di Lanzo. Il ragazzo si distinse subito per capacità ed ardimento, tanto che fu nominato comandante di distaccamento della 80ª Brigata Garibaldi della IV Divisione Piemonte. Cadde combattendo contro i tedeschi.
A Michelangelo Peroglio è stata intitolata una strada di Roma.